# Áslaug Munda Gunnlaugsdóttir
Áslaug Munda Gunnlaugsdóttir, född den 2 juni 2001, är en isländsk fotbollsspelare.

## Biografi
Áslaug Gunnlaugsdóttir inledde sin seniorkarriär i Íþróttafélagið Völsungur år 2016. 2018 värvades hon av Breiðablik. Hon har även representerat det isländska damlandslaget där hon debuterade 2019.